# Divisão Sultan Murad
A Divisão Sultan Murad (em árabe: فرقة السلطان مراد; romaniz.: Firqat al-Sultan Murad; em turco: Sultan Murat Tümeni) é um grupo rebelde armado na Guerra Civil Síria, criado em torno da identidade dos turcomenos sírios. Eles estão alinhados com a oposição síria e são fortemente apoiados pela Turquia, que fornece financiamento e treinamento militar junto com artilharia e suporte aéreo. Eles são o grupo mais notável entre as Brigadas Turcomenas Sírias apoiadas pela Turquia.

## Ideologia e Líderes
O nome do grupo vem do sultão otomano Murade II; a bandeira da Divisão Sultan Murad cita a Shahada para expressar um compromisso político com o islamismo político (islamismo), enquanto o campo vermelho simboliza o nacionalismo turco, e assim dando sentido ao alinhamento do grupo com neo-otomanismo.

Vários comandantes do grupo são Ahmed Othman, Fehim İsa e Ali Şeyh Salih, que são etnicamente árabes